# Wolfram Waibel Jr.
Wolfram Waibel Jr. (Hohenems, 22 febbraio 1970) è un ex tiratore a segno austriaco.

## Palmarès

### Olimpiadi
- 2 medaglie:
  - 1 argento (Atlanta 1996 nel fucile AC 10 metri)
  - 1 bronzo (Atlanta 1996 nella carabina libera tre posizioni)